# Françoise Lengellé

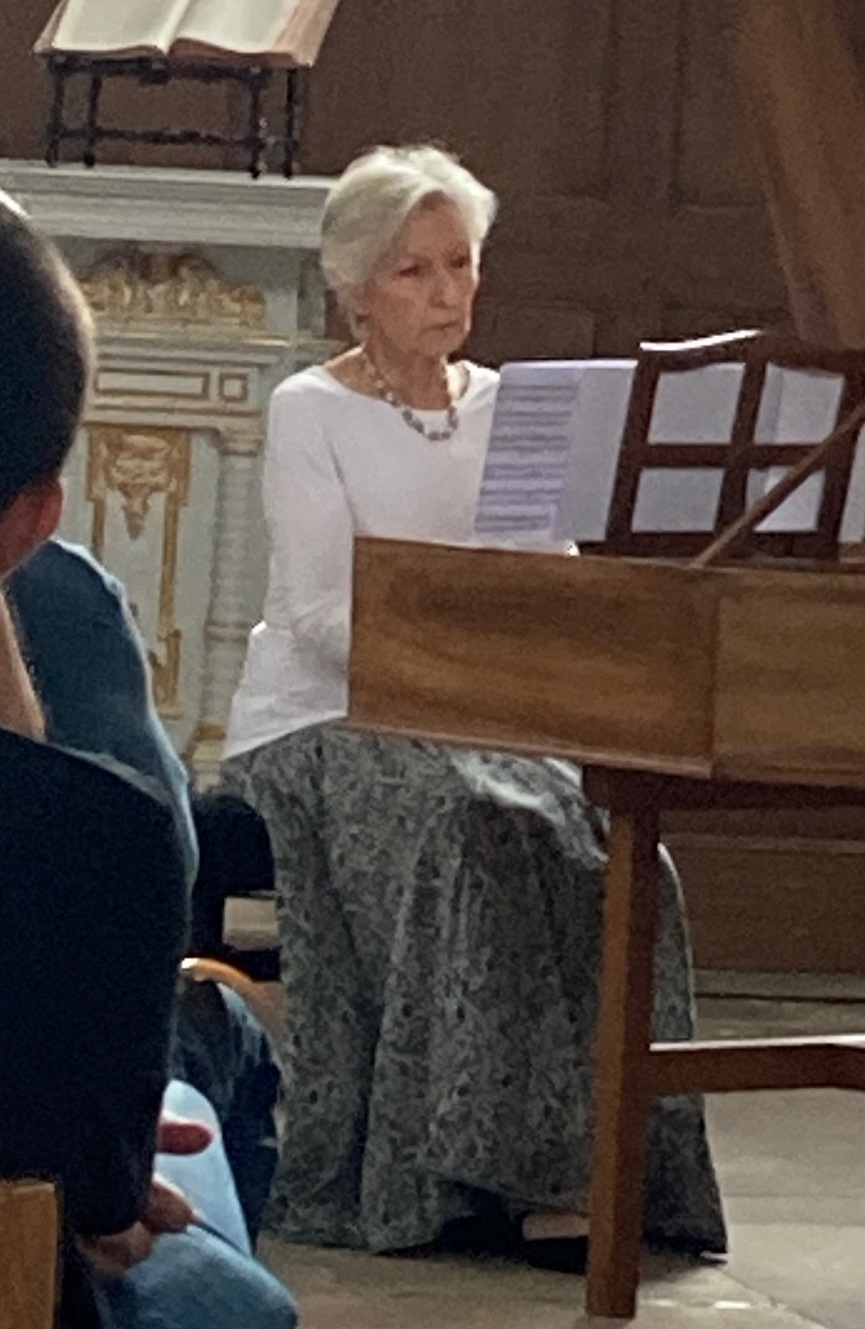
Françoise Lengellé

Françoise Lengellé (1950) is een Franse klavecimbelspeler.

## Levensloop
Lengellé begon haar muziekstudies in het Conservatoire National Supérieur de Musique de Paris (Eerste prijs klavecimbel en kamermuziek). Zij vervolledigde dit met lessen bij Kenneth Gilbert, Ton Koopman en Gustav Leonhardt.
Lengellé heeft een passie voor de klavecimbel en voor de muziek uit de 16de tot 18de eeuw. Ze was tot 2010 docente aan de Muziekhogeschool in Lyon en als gastprofessor aan de Universiteit van Californië in Santa Barbara. Ze gaf ook regelmatig cursussen in de 'Académie internationale de musique et de danse baroques de Sablé-sur-Sarthe'
In 1977 behaalde ze de Tweede prijs (geen Eerste prijs toegekend) in het internationaal klavecimbelconcours, in het kader van het Festival Musica Antiqua in Brugge.  Ze heeft sindsdien talrijke concerten gegeven in gans Europa, de Verenigde Staten, Japan en IJsland.
Voor ditzelfde concours zetelde ze in de jury voor de jaren 1992, 1998 en 2007.
Lengellé heeft heel wat platenopnamen gerealiseerd, met onder meer werk van François Couperin, Jean-Philippe Rameau en Jacques Champion de Chambonnieres.